# Gobius niger
Gobius niger é uma espécie de peixe pertencente à família Gobiidae.
A autoridade científica da espécie é Linnaeus, tendo sido descrita no ano de 1758.

## Portugal
Encontra-se presente em Portugal, onde é uma espécie nativa.
Os seus nomes comuns são caboz-negro ou caboz.

## Descrição
Trata-se de uma espécie de água salobra e marinha. Atinge os 15,2 cm de comprimento total nos indivíduos do sexo masculino. O goby preto é de até 17 cm de comprimento com a cabeça espessa-definido sendo um quarto do comprimento total. Na cor desta espécie é um cinza-escuro ou marrom com manchas mais claras, cada barbatana dorsal tem pequena marca preta sua extremidade dianteira. Gobies ter 2 barbatanas dorsais e esta espécie goby tem uma primeira espécie dorsal pontiaguda.Por vezes, pode ser confundido com o caboz rock como as duas espécies são semelhantes em tamanho e cor, porém os goby rocha vive em áreas rochosas enquanto que o goby negro prefere areia e lama.